# Norra Österbottens välfärdsområde
Norra Österbottens välfärdsområde (finska: Pohjois-Pohjanmaan hyvinvointialue) är ett av de 21 välfärdsområdena i Finland. Välfärdsområdet grundades som en del av reformen som berör social- och hälsovården och räddningsväsendet i Finland, och det omfattar samma område som landskapet Norra Österbotten.

Norra Österbottens välfärdsområde.

## Kommuner
Norra Österbottens välfärdsområde består av 30 kommuner varav 11 är städer. Alla kommuner förutom Uleåborg tillhör en av fem underregioner.
| - Uleåborgs stad Oulunkaari underregion: - Ijo kommun - Pudasjärvi stad - Utajärvi kommun - Vaala kommun Oulun eteläinen underregion: - Alavieska kommun - Haapajärvi stad - Haapavesi stad - Kärsämäki kommun - Nivala stad - Oulais stad - Pyhäjärvi stad - Pyhäranta kommun - Reisjärvi kommun - Sievi kommun - Siikalatva kommun - Ylivieska stad | Koillismaa underregion: - Kuusamo stad - Taivalkoski kommun Lakeus underregion: - Karlö kommun - Kempele kommun - Limingo kommun - Lumijoki kommun - Muhos kommun - Tyrnävä kommun Rannikkoseutu underregion: - Brahestads stad - Kalajoki stad - Merijärvi kommun - Pyhäjoki kommun - Siikajoki kommun |

I april 2022 fanns det tillsammans 415 867 invånare i området.

## Tjänster
Från och med 1 januari 2023 överförs ansvaret för att ordna social- och hälsovårdstjänsterna och räddningsväsendet från kommuner och samkommuner till välfärdsområdena. Enligt lag ska kommuners och samkommuners gällande avtal överföras till välfärdsområden.

### Sjukvård
Alla kommuner i Norra Österbottens välfärdsområde förutom Reisjärvi tillhör Norra Österbottens sjukvårdsdistrikt. Områdets centralsjukhus är Uleåborgs universitetssjukhus. Andra sjukhus i området är Oulaskangas sjukhus och Brahestads regionsjukhus.

### Räddningsverk
Uleåborg-Nordöstra Österbotten räddningsverk och Jokilaakso räddningsverk är verksamma i Norra Österbottens välfärdsområde.

## Beslutsfattande

### Välfärdsområdesvalet
Vid välfärdsområdesval utses välfärdsområdesfullmäktige för välfärdsområdena, som ansvarar för ordnandet av social- och hälsovården och räddningsväsendet från och med den 1 januari 2023. Välfärdsområdena har självstyre och den högsta beslutanderätten utövas av välfärdsområdesfullmäktige. Välfärdsområdesval förrättas samtidigt med kommunalval.
Det första välfärdsområdesvalet hölls den 23 januari 2022. Då valdes 79 personer till välfärdsområdesfullmäktige.

### Välfärdsområdesfullmäktige
Välfärdsområdesfullmäktige ansvarar för välfärdsområdets verksamhet och ekonomi. Fullmäktige fattar beslut om årsbudgeten, godkänner bokslutet och ansvarar för strategiska linjer.

### Mandatfördelning
| 8 | 9 | 5 | 8 | 33 |  |  | 12 |  |

| 42 | 37 |

| 10 | 13 | 7 | 6 | 29 |  | 12 |